# Domenico Maria De Mari
Domenico Maria De Mari, né en 1653 à Gênes et mort en 1726 à Gênes, est un homme politique italien, 139e doge de Gênes du 9 septembre 1707 au 9 septembre 1709.